# Paralepis elongata
Paralepis elongata är en fiskart som först beskrevs av Brauer, 1906.  Paralepis elongata ingår i släktet Paralepis och familjen laxtobisfiskar. Inga underarter finns listade i Catalogue of Life.